# Javier Castrilli
Javier Castrilli (nascut el 22 de maig de 1957) és un antic àrbitre de futbol de Buenos Aires, Argentina.
Va treballar com a àrbitre des del 1980 fins al 1998, guanyant-se el sobrenom d'El Sheriff pel seu caràcter i decisions sobre el camp imposant estrictament les regles del joc. Castrilli va ser conegut per un partit de lliga que va arbitrar, entre River Plate i Newell's Old Boys el maig de 1992 en el qual va treure quatre targetes vermelles als jugadors del River Plate, i també va ensenyar una targeta vermella al tècnic del club Daniel Passarella.
Va ser àrbitre al Mundial de França de 1998.
Castrilli va entrar en política i és director del programa de seguretat en esdeveniments futbolístics del Ministeri de l'Interior argentí (ProSEF). Es va presentar a l'alcaldia de Buenos Aires.